# Elorrio
Elorrio est une commune de Biscaye dans la communauté autonome du Pays basque en Espagne.
Cette ville a été fondée, en 1359 par l'infant Don Tello, XXe Seigneur de Biscaye et I de Aguilar de Campoo, dans des terrains de l'elizate de San Agustín d'Echevarría, qui avait siège et vote dans les assemblées de Guendiaga de la mérindade de Durango. En 1630 la ville d'Elorrio annexa l'elizate de San Agustín d'Echevarría raison pour laquelle celle-ci est sortie de la mérindade et on a constitué l'actuelle municipalité d'Elorrio. Elorrio avait le siège au nombre de 13 dans les Juntes de Guernica.

## Toponymie
En basque on appelle elorrio le fruit rouge de l'aubépine. Une des hypothèses les plus habituelles est de considérer que le nom de ville est un phytonyme dérivée du mot basque elorri, aubépine. Démonstration claire de cette association d'idées (qui vient de l'antiquité) est que le blason de la ville montrant une aubépine.
En basque, le nom coloquial donné à la localité est Elorrixo (prononcer elorricho).

## Géographie
Située dans l'extrémité Sud-Ouest du territoire historique de Biscaye dans la limite avec le Guipuscoa et la partie la plus occidentale de la comarque du Durangaldea, la municipalité se trouve dans la partie supérieure de la vallée de l'Ibaizabal. Au pied de la montagne Udalaitz (1 092 m) et de ses terres, celles de l'ancienne elizate de San Agustín, s'étendent dans les montagnes limitrophes vers le Guipuscoa.
La tête régionale, Durango distante de 9 km, et Bilbao, capitale de la province à 39 km.
La municipalité d'Elorrio est composée de nombreux quartiers ruraux. Outre le noyau urbain et du petit noyau de l'ancienne elizate de San Agustin, la ville est formée par les quartiers suivants: Aidazua, Berrio-Aldape, Arauneta, Berriozabal-Aramiño, Gaztañeta, Gazeta, Iguria, Leiz-Miñota, Lekeriketa, Mendraka, Urkizuaran et Zenita.
Elorrio est limitée avec les municipalités suivantes : Berriz et Zaldibar au nord, Arrasate (Guipuscoa) et Aramaio (Alava) au sud, Elgeta et Bergara (Guipuscoa) à l'est et Axpe Atxondo et Abadiño à l'ouest.

## Communications
Les moyens de communications sont centrées la route BI-634 que traverse la municipalité et relie Durango avec Arrasate, cette route fait partie de l'axe Beasain (Guipuscoa) - Durango. À Durango elle rejoint la N-634 et l'autoroute AP-8 qui unissent les capitales de Biscaye et du Guipuscoa et à Arrasate/Mondragón avec l'AP-1 qui unit celle d'Alava et dessert tout le bassin du fleuve Deba. Les routes, BI-2632 vers Elgeta et Bergara et la BI-3321 vers Berriz se divisent à Elorrio.
Jusqu'au milieu du XXe siècle, Elorrio a disposé d'une gare de chemin de fer mais celle-ci a été démontée durant les années 1960.

## Hydrographie
La principale rivière de la municipalité est le Zumelegi qui naît dans les "extrivaciones" de l'Udalaitz. Cette rivière rejoint l'Arrazola à Atxondo donnant naissance à l'Ibaizabal. Des montagnes qui entourent la vallée descendent d'autres petits affluents se jetant sur la rivière principale, comme Intxorta, Larrarte, Mendraka…

## Orographie
Située à la fin de la vallée, les plis calcaires de la montagne d'Anboto sont éloignées des terres d'Elorrio. Contrairement aux plis calcaires de l'Udalatx qui, séparés de ses frères, est soulevé, imposant avec ses 1 117 mètres, sur la municipalité. Encerclant le village de petites élévations couvertes de végétation, celui-ci est protégé. Des montagnes comme Intxortas (797 m), Memaia (669 m), Amitar, Santa Mañazar (679 m) et Erdella (660 m) font valoir aux nombreux noyaux de fermes, baserriak en basque, qui forment la municipalité. Dans le territoire d'Elorrio on trouve le point où se rejoignent les trois herrialdeak en basque-provincias en espagnol (provinces) qui composent la Communauté autonome du Pays basque. Ce lieu est appelé Besaide.

## Économie
L'économie de ville est basée sur le secteur industriel. En dépit de l'activité agricole et surtout d'élevage, elle a une importance significative dans l'économie municipale.
Le secteur primaire : les exploitations rurales, pour la plupart de petite taille, complètent, dans la majorité des cas, les recettes principales de l'activité industrielle. Il y a des exploitations d'élevage significatives consacrées à la viande et à la production laitière. L'exploitation forestière, de pin insignis est aussi une importante activité.
Le secteur secondaire : comme il a été déjà dit, est le plus important. Il y a des industries de transformation de tous types, de fonderie, aciérie et machine-outil.
Le secteur des services : est petit pour couvrir les nécessités quotidiennes de la population et influencé par la proximité de Durango et Arrasate où s'effectuent les achats plus spécifiques.
La Coopérative de consommation et distribution Eroski a son siège dans le quartier de San Agustín. Celle-ci appartient au Mondragón Corporación Cooperativa.

## Histoire
L'actuelle municipalité d'Elorrio est formée par la ville d'Elorrio et l'elizate de San Agustín d'Etxevarria. La ville a été fondée par le Seigneur de Biscaye Tello XX en 1356 et l'a fait dans des terrains de l'elizate. Les deux histoires ont été parallèles jusqu'en 1635 quand l'elizate est incorporé à la ville. Jusqu'alors à ville d'Elorrio avait siège et vote dans les Juntes de Guernica, au nombre de 13 et l'elizate de San Agustín était, elle dans les Juntes de Guerediaga, appartenant à la mérindade de Durango, au nombre de 3, mais à partir de l'annexion l'elizate perd sa représentation et s'intègre à la ville.
Comme dans toutes les elizates, on ne connaît pas la fondation de cette dernière. L'origine est rattachée avec l'histoire de la Lur Laua de Biscaye. Dans les municipalités voisines il y a des restes archéologiques qui témoignent de l'occupation de ces terres par les hommes depuis des temps antérieurs au néolithique.
Dans la comarque appartenant à l'actuelle municipalité d'Elorrio ont été trouvées plusieurs stèles funéraires et sépultures. Certaines d'elles se sont concentrées à Argiñeta, donnant lieu à la nécropole d'Argiñeta avec des éléments datés de 893, juste dans les débuts du christianisme dans cette zone. Les stèles, antérieures aux sarcophages, sont pré-chrétiennes.
Le 11 février 1053 on fonde le monastère de San Agustín d'Echevarría, qui subit plusieurs modifications, une au XIIe siècle (roman) et une autre au XVIe siècle (gothique) qui est celle qui nous est parvenue.
La fondation de la ville en 1356, est effectuée avec la double intention d'établir un pouvoir qui résiste à celui des nobles et à celui de défendre la Seigneurie des voisins guipuzcoans. La guerre des Bandes a eu une de ses principales batailles à Elorrio. Cette bataille, connue comme la Bataille d'Elorrio, s'est déroulée en 1468 et a opposé les maisons d'Ibarra (oñacinos) et les Marzana (gamboínos).
Les XVIe, XVIIe et XVIIIe siècles composent l'ère moderne de la ville. La participation de familles locales dans le commerce avec le Nouveau Monde est très active et fait qu'arrivent d'importantes richesses à la ville qui sont investies dans des bâtiments remarquables. L'origine de la multitude de châteaux et palais (plus de 20 palais et plus de 69 blasons) qui sont aujourd'hui le témoignage de ces faits. On construit l'église (entre les années 1459 et 1506) qui est la plus grande de Biscaye, on construit des fontaines publiques, croix de tailles significatives, richement façonnées. Tout cela reflète la richesse qui arrivait à la ville qui en ces temps incorpore l'elizate.
Au XIXe siècle la ville se trouve enrichie, avec une société agricole qui s'ouvre à la façon des stations thermales, dont la ville possède certains qui lui ont donné une certaine réputation, avec une noblesse qui utilise la ville pour passer ses saisons estivales.
Après la guerre civile, avec la mode balnéaire déjà passée, s'ajoute l'industrialisation du pays et de la comarque du Durangaldea. La situation de différentes industries fait augmenter sa population qui atteint près de 8 000 habitants durant les années 1980.
L'ensemble des monuments a été déclaré Conjunto Histórico-Artístico en 1964 et ouvre les portes à une nouvelle activité touristique.

## Patrimoine
Il se compose notamment des monuments suivants : 

### Patrimoine civil
- Necrópolis Argiñeta : ensemble de tombes et stèles funéraires qui sont réunis dans ce lieu des ermitages qui entourent la ville, dans certaines d'elles il y a encore des tombes semblables. Est composé de 23 sarcophages, un double, qui date du IXe siècle et trois stèles précédents cette date, de culte pré-chrétiens.
- Vestibule de Don Tello : seul vestige de la muraille qui entourait la ville. Couronnée d'un canon.
- Fontaine de Berriozabaleta[6] : superbe exemplaire d'œuvre publique de style Renaissance qui conjugue le service d'eau potable avec celui de blanchisserie publique en créant un secteur de rencontre agréable invitant à la relation humaine. Elle fut créée par Manuel de Berriozabaleta, magistrat (appelé oidor en langue péruvienne[7]) pour sa femme qui était d'origine Inca ; appelée également la fontaine de l'amour, elle rappellerait la culture inca.
- Palais de Estéibar - Arauna.
- Palais de Arabio.
- Palais de Arezpakoetxea
- Palais de Olazabal.
- Palais de Laríz.
- Palais de Urkizu.
- Maison consistoriale.

### Patrimoine religieux
- Église de San Agustín: gothique basque, l'actuel début du XVe siècle mais sa fondation remonte à 1053.
- Basilique de la Purísima Concepción: du XVe siècle, de style gothique décadent et Renaissance, comprenant une tour baroque superbe, la deuxième en hauteur de Biscaye (53,34 mètres). À l'intérieur se trouve la tombe de Valentin Berrio Ochoa[8], un parmi les Martyrs du Viêt Nam, incluant un retable de type asiatique.
- Croix de Gurutzeaga, gothique.
- Croix de Santa Ana, Renaissance.
- Croix de Gurutzeberri, plateresque.

Outre celles-ci, il y a d'autres croix plus petites ainsi qu'un bon nombre d'ermitages et le monastère de Santa Ana.
Ermitages:
| - San Joan Bataiatzailea - San Jorge - Santiago - Santa Eugenia - Santa Eufemia |  | - San Esteban - San Urbano - Santa Katalina - San Martin Tours-ekoa - Andra Mari Gazetakoa |  | - Santa Katalina - Santa Luzia - San Lorentzo - San Tomas - San Bartolome |  | - San Antonio - San Jose - San Roke - San Adrian - San Fausto: rue San Fausto |

## Personnalités liées à la commune
- Juan d'Arezpakotxaga, secrétaire d'État de Philippe IV.
- Gabriel de Landa, religieux mercédaire.
- Francisco Lucas de Arauna, militaire, défenseur de la ville d'Oran en 1732[9].
- Manuel Plácido de Berriozabalbeitia[6], magistrat des audiences au Pérou.
- Juan Ambrosio Arriola Jáuregui (1833-1866), compositeur musical[10].
- Valentín de Berriochoa (1827-1861), missionnaire dominicain, martyr et saint Patron de Biscaye[8].
- Alejandro Goicoechea (1895-1984), ingénieur dessinateur du train Talgo[11]
- José Antonio Ardanza (1941-2024), lehendakari entre 1985 et 1999[12].
- Anne Igartiburu (1969), présentatrice de télévision.

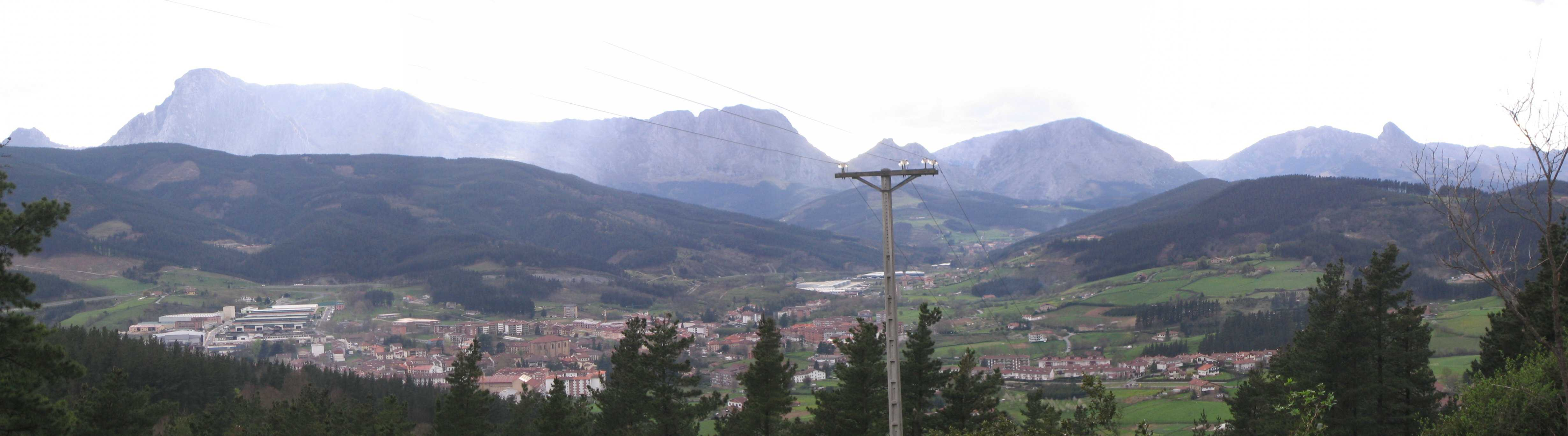
Vue d'Elorrio.